# Miloš Obrknežević
Miloš Obrknežević (Beograd, 1910. – ?), bio je pravnik.

## Životopis
Miloš Obrknežević rodio se u Beogradu 1910. godine. Po narodnosti je Srbin, podrijetlom iz Neuzina u Banatu, kamo su mu predci izbjegli u 18. stoljeću za vrijeme posljednjih austro-turskih ratova. Nakon završetka pravnih studija bio je, između dva svjetska rata, službenik i pravni savjetnik Srpske pravoslavne crkve u Srijemskim Karlovcima. Drugi svjetski rat i travanj 1941. zatječe ga u jugoslavenskoj vojsci u činu sudskog kapetana I. klase. Nakon Sloma Kraljevine Jugoslavije uspijeva izbjeći zarobljeništvo no zatvaraju ga hrvatske vlasti, kada su ove preuzele građansku vlast od Nijemaca u Srijemu, u listopadu 1941. godine. Iz zatvora je pušten uz posrijedovanje hrvatskih prijatelja.
Sredinom 1944. godine odlazi u Novi Sad, koji je tada pod mađarskom vlašću. U Novom Sadu dočekuje kraj Drugoga svjetskog rata i biva zatvoren od novih jugoslavenskih vlasti ali je zauzimanjem prijatelja pušten.
Nakon puštanja iz zatvora napušta Jugoslaviju te zatim i Europu i odlazi u Venezuelu gdje se bavio ugostiteljstvom i trgovinom.

## Uloga u uspostavi HPC
Pošto vlasti NDH nisu htjele neposredno pregovarati s predstavnicima Srpske pravoslavne crkve glede uređenja ispovijedanja pravoslavlja u novostvorenoj državi, početkom 1942. godine Obrknežević je kao stručnjak u pravnim stvarima pravoslavlja preuzeo funkciju pregovarača s pravoslavne strane. Aktivno je zatim sudjelovao kod uspostave Hrvatske pravoslavne crkve i to kao autor teksta crkvenog Ustava, kao pregovarač s hrvatskim vlastima te kao tajnik Preosv. Germogena, mitropolita Hrvatske pravoslavne crkve. U funkciji pregovarača tri puta ga je primio Ante Pavelić.

## Razvoj pravoslavlja u Hrvatskoj i Hrvatska pravoslavna Crkva
U Hrvatskoj reviji 1979. godine objavljuje članak Razvoj pravoslavlja u Hrvatskoj i Hrvatska pravoslavna Crkva (Sv. 2., str. 229-267.). Iste godine je tiskano kao samostalno djelo. Također tiskano je i 2000. godine u Rijeci.

## Vanjske poveznice
- (engl.) Miloš Obrknežević, Development Of Orthodoxy In Croatia And The Croatian Orthodox Church, prijevod članka iz Hrvatske revije.
- (srp.) Miloš Obrknežević, Razvoj pravoslavlja u Hrvatskoj i Hrvatska pravoslavna crkva  Arhivirana inačica izvorne stranice od 2. studenoga 2013. (Wayback Machine), (iz knjige Hrvatska zauvijek: prilozi hrvatskoj državotvornoj misli, priredio Ante Selak, Školske novine-Pergamena, Zagreb, 1996., str. 198. – 240.)